# Prix Dodo
Le prix Dodo, de la fondation du même nom, est un ancien prix annuel de philosophie, créé en 1893, par l'Académie française et « destiné à récompenser des actes de vertu ou de courage, ou bien des ouvrages traitant d’économie politique, de socialisme pratique, en tout cas utiles à la religion, à la morale et aux bonnes mœurs, au choix de l'Académie, qui pourra réunir plusieurs prix en un seul ».

## Liste des lauréats
- 1914 : 
  - R.P. Charles Laurent pour Le matin de la vie
  - Henri-François Secrétan pour La Population et les Mœurs
- 1917 : 
  - Abbé P. Germain-Beaupré pour Un curé normand, messire Jean Colombet
  - Chanoine Henri Moussé pour Le culte de Notre-Dame en Touraine
- 1918 : Jacques Morian ou Mathilde Maroni pour La princesse Agnès
- 1919 : 
  - Joseph Aulneau pour Au front britannique
  - Ranulf de Montmorillon  pour Au delà du sillon
- 1920 : 
  - Tony Catta pour Yves de Joannis
  - Lucien Graux pour Les fausses nouvelles de la grande guerre
- 1921 : Jacques de Lacretelle pour La vie inquiète de Jean Hermelin
- 1922 : 
  - Joseph L'Hopital pour Villevieille
  - Yvonne Ostroga pour Petites filles de la vieille France
  - Maurice Talmeyr pour La nouvelle légende dorée
- 1923 : 
  - Olivier Brante pour L’âpre route
  - Abbé B. Duballet pour La Famille, l’Église, l’État dans l’éducation
  - Marie Fargues pour Choses divines et petits enfants
  - Paul Simons pour La composition décorative dans les écoles primaires de Paris
  - Jean Vaudon (1849-1927) pour Histoire générale de la communauté des filles de Saint-Paul de Chartres
- 1924 : 
  - Madeleine de Chansac pour Ce que les hommes ne comprennent pas
  - Abbé Eloy Druard pour Âmes de héros : Louis et Antony Collard
  - Édouard Maynial (1879-1966) pour Les petits réfugiés
  - Gaston Mercier (1864-1951) pour La terre veuve
  - Chanoine Hector Reynaud (1858-19..) pour Pour les fêtes chrétiennes
- 1925 : 
  - Maria Biermé pour Rayons d’âme
  - Abbé Joseph Dumont (1876-1932) pour Vingt ans de patronage dans le centre de Paris
- 1926 : 
  - Valentin René Aubin pour La Touraine pendant la guerre (1870-1871)
  - Julie Borius pour Le secret du marin
  - Maurice Petsche pour Les Plus-values base d'imposition
- 1927 : 
  - Jacques Debout pour Et par omissions
  - Chanoine François Delaigues (1860-1934) pour Cours moyen ou Guide pratique d’apiculture
- 1928 : 
  - Pierre Borel (1885-1963) pour Cahiers intimes inédits de Marie Bashkirtseff
  - Charles Brunetière (1853-1925) pour Poésies
  - Maurice Gand pour Guide juridique et pratique pour la lutte contre la licence des rues
- 1929 : 
  - Thérèsa Cézanne pour César de Bus
  - Marie-Thérèse Gadala pour L’Andalousie sentimentale
- 1930 : 
  - Abbé Joseph Dumont pour Quelques paroles de Dieu
  - E. Horn de Roissart pour Le roi des enfants : légende sur l’enfance de Jésus
- 1931 : 
  - Nathan Netter pour La patrie égarée, la patrie retrouvée
  - R.P. Pierre Pélot pour Foch, sa jeunesse, ses amitiés
- 1932 : Chanoine Maurice Despiney pour Guide-album du Vézelay
- 1933 : 
  - Roger de Saint-Paul pour Franchise
  - Marie-Anne Hullet pour Dans la neige, une étoile
  - Marie-Agnès Pératé pour Imitation de l'Enfant Jésus
- 1934 : 
  - Ève Baudouin (1889-1945) pour Comment envisager le retour de la mère au foyer
  - Céline Lhotte pour Histoires du peuple de chez nous
- 1935 : 
  - Élisabeth Dupeyrat pour Ceux-là ... mes frères
  - Michel-Ange Jabouley (1893-1983) pour Sens dessus-dessous
- 1936 : 
  - Marianne d'Auriol pour Histoire de France pour les enfants
  - Dr. Robert Le Masle (1901-1970) pour Le professeur Adrien Proust
  - Lucie (ou Lucia) Roche pour Fables enfantines
- 1937 : 
  - Berthe Baraduc pour Miniki toute seule
  - André Bardet pour Les trophées du rêve
  - Jean Bonot (1879-19..) pour Un petit bout de ruban
  - Georges Rocal pour Léon Bloy et le Périgord
- 1938 : R.P. Jean-Baptiste Delawarde (1900-1983) pour Préhistoire martiniquaise. Les défricheurs de la Martinique. Le Prêcheur
- 1939 : 
  - Louis Alloing pour Le diocèse de Belley
  - Eugène Darras pour Les seigneurs châtelains de l’Isle-Adam
  - Abbé Adalbert Maurice (1898-1962) pour L'histoire locale, moyen d’apostolat rural
  - Daniel Restoux (1871-1939) pour Barenton, paroisse de Basse-Normandie
- 1940 : André de La Franquerie pour La Vierge Marie
- 1942 : 
  - Abbé Beaumard pour Le Drame des Grignons
  - Xavier Rousseau (1886-1978) pour Argentan, Chambois et Les Corday au pays d'Argentan
- 1943 : Philippe Guignabaudet pour Lois de l’économie nouvelle
- 1945 : Albert Flory pour Le docteur Charles Ozanam
- 1946 : Georges Favre pour Boieldieu
- 1947 : Émile Violet pour Les joies et les peines des gens de la terre
- 1951 : Jacques Fauvet pour Les forces politiques en France
- 1952 : Marcel Chappatte pour Saïd
- 1954 : 
  - R.P. Joseph André pour Prince du Nord, vie de saint Norbert
  - Jeanne Gabreau-Pugh pour Devant la vie
- 1955 : Marguerite Schoell-Langlois (1903-1961) pour L’Homme nouveau
- 1956 : Jean Calvet pour La trame des jours
- 1957 : Dr. Alexandre Roudinesco (1883-1974) pour Le Malheur d’Israël
- 1962 : Trajan Saint-Ines (1902-1995) pour Les derniers chevaliers de l’Empire
- 1963 : Mgr Pierre-Marie Lacointe (1899-1965) pour Bibliographie du chanoine Charles Fichaux
- 1964 : Abbé Jacques Bur pour Laïcité et problème scolaire
- 1965 : Pierrette Sartin pour La promotion des femmes
- 1966 : Dr. Pierre Zivy pour Le Tabac, son histoire et son bon usage
- 1969 : Maurice Bouvier-Ajam pour Histoire du travail en France depuis la Révolution
- 1970 : Dr. Paul Noël (1904-1979) pour Médecin de banlieue
- 1974 : Louise Pépin (1912-....) pour La psychologie des adolescents
- 1976 : Marc Augé pour Théorie des pouvoirs et idéologie
- 1980 : Pierre Boudot pour La jouissance de Dieu ou le roman courtois de Thérèse d’Avila
- 1983 : Christine Jaeger pour Artisanat et capitalisme
- 1984 : Éric Laurent pour La Puce et les Géants : De la révolution informatique à la guerre du renseignement
- 1985 : Charles Millon pour L’extravagante histoire des nationalisations
- 1986 : Ignace Dhellemmes pour Le père des pygmées
- 1987 : André Cuvelier pour L’homme du oui. Une contemplation pour notre temps